# Колозян, Мкртыч Багоевич
Мкрты́ч (Мкрти́ч) Баго́евич Колозя́н (арм. Մկրտիչ Բագոյի Քոլոզյան; 1922—1990) — армянский советский табаковод, передовик сельскохозяйственного производства. Герой Социалистического Труда (1949).

## Биография
Мкртыч Багоевич Колозян родился в 1922 году в городе Нор-Баязет Нор-Баязетского уезда Армянской ССР (ныне город Гавар в Гехаркуникской области Республики Армения). Его отец до 1924 года занимался батрачеством, после чего был пастухом, а с основанием местного колхоза в 1929 году стал колхозником.
В 1936 году Мкртыч Колозян вступил в ВЛКСМ. В 1938 году он закончил Нор-Баязетскую среднюю школу и перешёл на работу в колхоз имени Батика Батикяна. В 1941 году, с началом Великой Отечественной войны, Колозян был призван в ряды Рабоче-крестьянской Красной армии. В 1943 году вступил в ВКП(б)/КПСС. После получения второго тяжёлого ранения под Сталинградом в 1944 году, Колозян был демобилизован как инвалид Великой Отечественной войны. Он был награждён боевыми наградами.
После демобилизации Мкртыч Колозян вернулся в Нор-Баязет и стал работать в колхозе имени Батика Батикяна. В 1945 году он стал звеньевым 2-го табаководческого звена колхоза. Освоив агротехнические основы выращивания табачных культур за короткое время, звено под руководством Колозяна направило свои труды на повышение урожайности табака. Звену удалось с обеих сторон грядок совершить рассадку 130000 табачных рассад на каждом гектаре вместо установленных 100000—110000 рассад, в результате чего был получен высокий урожай. В 1946 году, как звеньевой молодёжного звена высокого урожая, Колозян был награждён почётной грамотой ЦК ВЛКСМ. В 1948 году с площади 3 гектара звена было получено 25 центнера урожая табака вида «Тык-кулак».
Указом Президиума Верховного Совета СССР от 16 апреля 1949 года за получение высоких урожаев ржи, хлопка и табака при выполнении колхозами обязательных поставок и контрактации по всем видам сельскохозяйственной продукции, натуроплаты МТС в 1948 году и обеспеченности семенами всех культур в размере полной потребности для весеннего сева 1949 года Мкртычу Багоевичу Колозяну было присвоено звание Героя Социалистического Труда с вручением ордена Ленина и золотой медали «Серп и Молот».
Продолжив заниматься выращиванием табака, Мкртыч Колозян выполнял намеченные планы на 150—200 %, внедряя научные достижения и передовой опыт. В 1949 году звено Колозяна перешло на выращивание табака вида «Самсун» и получило урожай 35 центнера с каждого гектара, а в 1950 году — 34 центнера с гектара. За достижение больших результатов звеньевой Колозян был награждён вторым орденом Ленина и орденом Трудового Красного Знамени. В течение последующих лет за получение высокого урожая Колозян был удостоен и других наград.
Табаководческим звеном колхоза имени Батика Батикяна Нор-Баязетского района Армянской ССР Мкртыч Колозян руководил до 1957 года. В 1958 году на основе колхоза был организован молочно-скотоводческий совхоз, Колозян был назначен председателем профсоюзного комитета совхоза.
Мкртыч Багоевич Колозян скончался в 1990 году в городе Камо Армянской ССР. Похоронен на кладбище города.

## Награды
- Герой Социалистического Труда (Указ Президиума Верховного Совета СССР от 16 апреля 1949 года, орден Ленина и медаль «Серп и Молот») — за получение высоких урожаев ржи, хлопка и табака при выполнении колхозами обязательных поставок и контрактации по всем видам сельскохозяйственной продукции, натуроплаты МТС в 1948 году и обеспеченности семенами всех культур в размере полной потребности для весеннего сева[6].
- Орден Ленина (3.07.1951)[6][7].
- Орден Отечественной войны 2 степени (6.04.1985)[9].
- Орден Трудового Красного Знамени (1950)[7].
- Медаль «За отвагу»[3].
- Медаль «За трудовое отличие» (1952)[7].
- Медаль «За оборону Кавказа»[3].
- Медаль «За взятие Берлина»[3].
- Почётная грамота Президиума Верховного Совета Армянской ССР (1953)[7].
- Почётная грамота ЦК ВЛКСМ (1946)[3].
- Почётная грамота ЦК ЛКСМ Армении (1951)[7].